# Delta de Kronecker
Na matemática, o delta de Kronecker, assim chamado em honra a Leopold Kronecker, é a notação {\displaystyle \delta _{ij}} definida por:
{\displaystyle \delta _{ij}=\left\{{\begin{matrix}1,&{\mbox{se }}i=j\\0,&{\mbox{se }}i\neq j\end{matrix}}\right.}
ou, usando o colchete de Iverson:
{\displaystyle \delta _{ij}=[i=j]}
Note-se que, a rigor, o delta de Kronecker não é uma função, pois ele pode ser usado com qualquer símbolo matemático. Seu uso mais comum é como função de domínio {\displaystyle \mathbb {Z} \times \mathbb {Z} } mas pode ter outros domínios restrições ou outros conjuntos mais gerais.
O delta de Kronecker forma o elemento de identidade multiplicativo de uma álgebra de incidência.
Na Álgebra Linear, utiliza-se o Delta de Kronecker para identificar um Conjunto Ortonormal, que é um conjunto cujos vetores além de serem ortogonais dois a dois têm norma igual a um, ou seja, são unitários. Nesse caso, tomando dois vetores distintos do conjunto, tem-se que seu produto interno será zero (pois são ortogonais) formando um ângulo reto entre si. Mas se for tomado um mesmo vetor duas vezes, o ângulo será nulo e tanto o seu cosseno quanto o produto interno serão, também, iguais a 1. Logo, pode-se identificar um conjunto Ortonormal da seguinte forma:
{\displaystyle \langle v_{i},v_{j}\rangle =\delta _{ij},\forall \,i,j\in \{1,\cdots ,n\}.}